# تریسی مک‌گریدی
تریسی لمار مک‌گریدی جونیور (به انگلیسی: Tracy Lamar McGrady, Jr.‎) ‏ (۲۴ می ۱۹۷۹ در ایالت فلوریدا) بازیکن بسکتبال سرشناس اهل ایالات متحده آمریکا است. او بازی در اتحادیه ملی بسکتبال را از سال ۱۹۹۷ با تورنتو رپتورز آغاز کرد و در سال ۲۰۰۰ به اورلاندو مجیک پیوست. مک‌گریدی پس از ۴ سال به هیوستون راکتز رفت و در سال ۲۰۱۰ به نیویورک نیکز منتقل شد. او دو بار بهترین امتیازآور فصل ان‌بی‌ای شده‌است. تریسی همواره در کنار کوبی براینت و آلن آیورسون از بهترین های ان بی ای بودند.اما مصدومیت های مکرر تریسی باعث شد او خیلی زود از دنیای بسکتبال خداحافظی کند.هم چنین او از بزرگترین ستارگان بسکتبال است که در کسب قهرمانی ان بی ای ناکام بوده است.